# Idiostrangalia semiviridescens
Idiostrangalia semiviridescens là một loài bọ cánh cứng trong họ Cerambycidae.